# Äquivalenzprinzip (Physik)

Gemäß dem Äquivalenzprinzip kann man innerhalb eines fensterlosen Raumes nicht unterscheiden, ob dieser im Gravitationsfeld eines Planeten ruht oder wie eine Rakete im Weltraum beschleunigt wird

Das Äquivalenzprinzip in der Physik drückt aus, dass die schwere und die träge Masse eines Körpers zwei gleichwertige Größen sind. Diese Formulierung gibt in moderner Ausdrucksweise die frühen Feststellungen von Galileo Galilei und Isaac Newton wieder, dass beim freien Fall alle Körper gleich beschleunigt werden bzw. dass alle Gravitationswirkungen proportional zur Masse der beteiligten Körper sind. Erklären konnten sie es nicht und glaubten an Zufall. Nicht so Albert Einstein; er erkannte ab 1907 hierin ein mögliches Grundprinzip einer Theorie der Gravitation, das ihn schließlich zur allgemeinen Relativitätstheorie leitete.
Das Äquivalenzprinzip existiert in zwei Formen:
- Nach dem schwachen Äquivalenzprinzip bestimmt von allen Eigenschaften eines Körpers allein seine Masse (also das Maß seiner Trägheit), welche Schwerkraft in einem gegebenen homogenen Gravitationsfeld auf ihn wirkt; seine weiteren Eigenschaften wie chemische Zusammensetzung, Größe, Form etc. haben keinen Einfluss.
- Nach dem starken Äquivalenzprinzip gilt, dass Gravitations- und Trägheitskräfte auf kleinen Abstands- und Zeitskalen in dem Sinn äquivalent sind, dass sie an ihren Wirkungen weder mit mechanischen noch irgendwelchen anderen Beobachtungen unterschieden werden können.

Aus dem starken Äquivalenzprinzip folgt das schwache; ob das auch umgekehrt gilt, hängt möglicherweise von der genauen Formulierung ab und ist noch nicht abschließend geklärt.
Das schwache Äquivalenzprinzip gilt als Folge des Newtonschen Gravitationsgesetzes in der klassischen Mechanik. Als Folge beschreiben alle Körper im freien Fall in einem äußeren Gravitationsfeld (bei gleichen Anfangsbedingungen) in derselben Zeit dieselbe Bahn. Daher gibt es relativ zu einem mitbewegten Bezugssystem während des freien Falls keine Auswirkungen des äußeren Gravitationsfeldes auf die Bewegung der Körper, was als Zustand der Schwerelosigkeit bezeichnet wird.

## Äquivalenz von träger und schwerer Masse
Als träge Masse {\displaystyle m_{\text{tr}}} wird die Masse im zweiten Newtonschen Axiom bezeichnet:
{\displaystyle {\vec {F}}=m_{\text{tr}}{\vec {a}}}
Das erste Newtonsche Axiom drückt aus, dass Körper träge sind: Sie verharren in ihrem Bewegungszustand, solange keine Kraft auf sie wirkt. Das zweite Axiom quantifiziert die Trägheit: Je mehr träge Masse ein Körper besitzt, desto größer muss die Kraft sein, um ihm eine bestimmte Beschleunigung zu erteilen. Die träge Masse ist additiv: Setzt man einen Körper aus Bestandteilen zusammen, so addieren sich ihre trägen Massen, wenn man die Bindungsenergien der Bestandteile vernachlässigen kann.
Die schwere Masse ist ein Maß für die gravitative Anziehungskraft zweier Körper. In der klassischen Mechanik wird die Gravitationskraft durch Newtons Gravitationsgesetz beschrieben. Ein Körper der schweren Masse {\displaystyle m_{\text{schwer}}} zieht einen anderen Körper der schweren Masse {\displaystyle M_{\text{schwer}}} im Abstand {\displaystyle r} mit einer Kraft vom Betrag
{\displaystyle F=G_{\text{Newton}}\,{\frac {m_{\text{schwer}}\,M_{\text{schwer}}}{r^{2}}}}
an. Ebenso wie die träge Masse ist die schwere Masse additiv: Setzt man einen Körper aus Bestandteilen zusammen, so addieren sich ihre schweren Massen, wenn man die Bindungsenergien vernachlässigen kann.
Beide Massenarten sind a priori unabhängig voneinander, wie z. B. die träge Masse eines Teilchens und seine elektrische Ladung. Aber alle bislang durchgeführten Experimente bestätigen, dass die schwere Masse eines Körpers seiner trägen Masse entspricht. Träge und schwere Masse sind äquivalent. Dieses experimentelle Ergebnis wird schwaches Äquivalenzprinzip genannt.
Das schwache Äquivalenzprinzip manifestiert sich in Galileis Fallgesetz, dass alle Körper gleich schnell fallen. Im Erdschwerefeld gilt für einen Körper der schweren Masse {\displaystyle m_{\mathrm {schwer} }} näherungsweise
{\displaystyle F=m_{\mathrm {schwer} }g}
als Gravitationsgesetz, mit der Fallbeschleunigung {\displaystyle g}. Vernachlässigt man Reibungskräfte und den Auftrieb, so ergibt sich die Beschleunigung {\displaystyle a} des Körpers durch das zweite Axiom zu
{\displaystyle m_{\mathrm {tr} }a=m_{\mathrm {schwer} }g.}
Das Äquivalenzprinzip {\displaystyle m_{\mathrm {tr} }=m_{\mathrm {schwer} }} führt nun auf
{\displaystyle a=g.}
Alle Körper fallen (im Vakuum) im Erdschwerefeld gleich, unabhängig von ihrer Masse. Wäre das schwache Äquivalenzprinzip verletzt, so würde auch dieses Gesetz ungültig sein. Dies lässt sich experimentell nachprüfen.
Da das Trägheitsgesetz und Newtons Gravitationsgesetz auf voneinander unabhängigen physikalischen Befunden und Axiomen beruhen, bleibt in der klassischen Mechanik das schwache Äquivalenzprinzip unerklärt.

## Experimentelle Überprüfung
Erste Versuche zu träger und schwerer Masse machten bereits Isaac Newton (dargestellt in seinen Principia, Erstausgabe 1687) und Friedrich Wilhelm Bessel (1832) in Form von Pendelversuchen. Weitere Untersuchungen wurden 1890 und 1909 von dem ungarischen Physiker Loránd Eötvös in dem nach ihm benannten Eötvös-Experiment durchgeführt, das 1964 von Roll, Krotkov und Dicke in Princeton sowie 1972 von Braginsky und Panov in Moskau in verbesserter Form wiederholt wurde. Quantitativ werden solche Messungen zur Äquivalenz von träger und schwerer Masse durch das sog. Eötvös-Verhältnis
{\displaystyle \eta \equiv {\frac {2|a_{1}-a_{2}|}{|a_{1}+a_{2}|}}}
beschrieben, wobei {\displaystyle a_{1}} und {\displaystyle a_{2}} die gemessenen Beschleunigungen zweier unterschiedlicher Testkörper darstellen. Während die klassischen Pendelversuche von Newton und Bessel eine Obergrenze von {\displaystyle \eta <10^{-3}} erreichten, verbesserten die Torsionspendelversuche von Eötvös (1909) diese Grenze auf {\displaystyle \eta <10^{-9}}. Durch Experimente mit den Laserreflektoren, die bei Apollomissionen auf dem Mond aufgestellt worden waren (Lunar Laser Ranging), konnte Irwin Shapiro 1976 die Gültigkeit des Äquivalenzprinzips mit einer Genauigkeit von 10−12 nachweisen. Eric G. Adelberger u. a. von der Eötvös-Gruppe publizierten 1999 eine Arbeit, die dieses Prinzip mit einer Genauigkeit von 10−13 bestätigt.
Schärfere Obergrenzen lassen sich durch satellitengestützte Experimente erzielen. Hierbei werden z. B. die relativen Beschleunigungen von im Orbit befindlichen, frei fallenden Testkörpern mit unterschiedlicher chemischer Zusammensetzung gemessen. Mit dem Kleinsatelliten Microscope wurde 2022 eine Genauigkeit von {\displaystyle \eta <2,7\cdot 10^{-15}} erreicht. Das Folgeexperiment STEP (Satellite Test of the Equivalence Principle) soll  eine Genauigkeit von  {\displaystyle \eta <10^{-18}} erreichen. Hierbei wird auch, direkter als in früheren Experimenten, die Formulierung des Äquivalenzprinzips der allgemeinen Relativitätstheorie (ART) überprüft.

## Äquivalenzprinzip in der allgemeinen Relativitätstheorie

Labor mit einem Beobachter und einem Laser.
Beschleunigung des Raumes Gravitationsbeschleunigung
Äquivalenzprinzip: Im freien Fall (rechts unten) sind die physikalischen Phänomene genauso wie in Schwerelosigkeit (Mitte links).
In einem System, in dem und entgegengesetzt und gleich groß sind, verhalten sich sowohl der Beobachter, als auch der Lichtstrahl so, als würde der Raum nach oben beschleunigt. Die Gravitation hat also keinen Einfluss auf die Physik im Raum.
Hinweis: Die Krümmung des Laserstrahls ist stark überzeichnet.

Folge des schwachen Äquivalenzprinzips ist, dass ein Beobachter in einem geschlossenen Labor, ohne Information von außen, aus dem mechanischen Verhalten von Gegenständen im Labor nicht ablesen kann, ob er sich in Schwerelosigkeit oder im freien Fall befindet (siehe dazu nebenstehende Abbildung). Dies ist gleichbedeutend mit der Aussage, dass Gravitationskräfte äquivalent zu Trägheitskräften sind. Daher können Gravitationskräfte durch Wechsel in ein beschleunigtes Bezugssystem lokal eliminiert werden.
Dieses Prinzip wurde von Einstein 1907 verallgemeinert:
Das einsteinsche starke Äquivalenzprinzip besagt, dass ein Beobachter in einem geschlossenen Labor ohne Wechselwirkung mit der Umgebung durch überhaupt kein Experiment feststellen kann, ob er sich in der Schwerelosigkeit fernab von Massen befindet oder im freien Fall nahe einer Masse.
Eine äquivalente aber mathematisierte und mit den Begriffen der allgemeinen Relativitätstheorie ausgedrückte Formulierung des starken Äquivalenzprinzips lautet:
Ein homogenes Gravitationsfeld entspricht einer gleichmäßigen Beschleunigung in einer flachen Raumzeit. Außerdem weicht im Koordinatensystem eines frei fallenden Beobachters die Metrik für kleine raumzeitliche Abstände zum Referenzraumzeitpunkt nur wenig von einer flachen Metrik ab.
Quantitativ lässt sich dies durch fermi'sche Normalkoordinaten darstellen, die zeigen, dass die Abweichungen von der flachen Metrik proportional zum Krümmungstensor sind.
Kurz: Im Lokalen Inertialsystem gelten die Gesetze der SRT.
Es muss allerdings beachtet werden, dass dieses Prinzip nur lokal gilt:
- So wird ein „unten“ (näher am Gravizentrum) befindliches Objekt stärker angezogen als ein weiter „oben“ befindliches. Ist der frei fallende Raum in vertikaler Richtung groß genug, so wird der Beobachter daher feststellen, dass Objekte, die sich weiter oben befinden, von denen, die sich weiter unten befinden, entfernen.
- Umgekehrt wird sich bei ausreichender horizontaler Ausdehnung des Raumes die Richtung der Anziehungskraft auf zwei horizontal voneinander entfernte Objekte merklich unterscheiden, da sie beide in Richtung des Gravitationszentrums beschleunigt werden. Daher wird der frei fallende Beobachter feststellen, dass weit auseinander gelegene Körper sich aufeinanderzubewegen. Siehe auch: Gezeitenkraft

Ein ausgedehnter Körper wird also eine Kraft erfahren, die ihn in eine Richtung auseinanderzieht und in den dazu senkrechten Richtungen zusammendrückt.
Besonders ausgeprägt werden diese Effekte in der Nähe von Schwarzen Löchern, so dass dieser frei fallende, ausgedehnte Körper zerrissen werden kann; man spricht dann von Spaghettisierung.
Da das elektrische Feld geladener Körper ebenfalls eine große Ausdehnung hat, gibt es eine Kontroverse darüber, ob das Äquivalenzprinzip für solche Teilchen gelte.
Das starke Äquivalenzprinzip ist durch die klassische Mechanik nicht zu erklären. Dagegen wird in der ART das starke Äquivalenzprinzip zum Ausgangspunkt der Theorie erhoben: Testteilchen durchlaufen unabhängig von ihrer Zusammensetzung oder anderen Beschaffenheit dieselbe Fallkurve, wenn anfänglich ihr Ort und ihre Geschwindigkeit übereinstimmen. Im newtonschen Sinne sind also träge und passive schwere Massen, zwischen denen man in der ART nicht unterscheiden kann, äquivalent. Dass alle Testteilchen dieselben Fallkurven durchlaufen, ergibt sich in der ART daraus, dass sich die Lagrangedichte der ART bei Wechsel der Koordinaten nicht ändert. Das Äquivalenzprinzip ist somit als fundamentale Symmetrie in der Theorie vorhanden.
Die Beobachtung einer Verletzung des Äquivalenzprinzips würde daher zeigen, dass die ART nur begrenzt gültig wäre. Mit heutiger Messgenauigkeit hat man keine Abweichungen vom Äquivalenzprinzip beobachten können.
Darüber hinaus gilt in der ART ein aktives Äquivalenzprinzip, dass nämlich verschiedene Materie oder Strahlung dieselbe Gravitation erzeugen, wenn nur ihr Energie-Impuls-Tensor übereinstimmt.